# Srílanská rupie
Srílanská rupie je zákonným platidlem na Srí Lance. Mezinárodní ISO kód rupie je LKR. Název „rupie“ má srílanská měna společný s dalšími v regionu Indického oceánu. Jedna setina rupie nese název cent.

## Historie
Během koloniálního období se na Srí Lance používaly měnové systémy států, který ostrov právě ovládaly - Portugalsko (1505-1658), Nizozemsko (1658-1796), Spojené království (1796-1945). Ze začátku britské správy ostrova se používaly libry šterlinků a indické rupie. Srílanská byla zavedena Brity roku 1872.

## Mince a bankovky
Série mincí z roku 2017 má hodnoty 1, 2, 5 a 10 rupií. Všechny mince mají shodnou rubovou stranu, na které je vyobrazen státní znak. Dále mají postavení oficiálního platidla i starší mince hodnot 1, 2, 5, 10, 25, 50 centů. Bankovky mají nominální hodnoty 20, 50, 100, 500, 1000 a 5000 rupií.